# Sofia Collinelli
Sofia Collinelli, née le 24 août 2001 à Ravenne, est une coureuse cycliste italienne. Elle pratique le cyclisme sur piste et sur route.

## Biographie
Sofia Collinelli est la fille de l'ancien cycliste et champion olympique Andrea Collinelli.
Chez les juniors (moins de 19 ans), elle s'illustre principalement sur la piste. Elle est membre de l'équipe nationale italienne qui remporte les quatre titres sur la poursuite par équipes aux championnats d'Europe et du monde en 2018 et 2019. Elle est également médaillée de bronze aux championnats d'Europe, sur la poursuite en 2018 et la course à l'américaine en 2019. En 2018, elle représente l'Italie avec Giada Specia aux Jeux olympiques de la jeunesse et prend la sixième place. 
Sur route, elle remporte deux étapes et le classement général du Tour de Campanie en 2019 et elle se classe dans le top 10 du contre-la-montre individuel aux championnats du monde et d'Europe juniors en 2019. Pour ses performances, elle est nommée junior de l'année en 2019 par le magazine cycliste italien TuttoBici.
Après être passée chez les espoirs (moins de 23 ans), Collinelli rejoint l'équipe féminine italienne Aromitalia Vaiano en 2020, avec laquelle elle participe à ses premières courses de l'UCI World Tour féminin, dont le Tour d'Italie. Bien qu'elle n'ait pas connu de succès notables au niveau international, elle obtient un contrat avec l'équipe World Tour Israel Premier Tech Roland pour la saison 2023. En 2023, elle remporte la médaille de bronze sur la poursuite par équipes aux championnats d'Europe sur piste espoirs.

## Palmarès sur piste

### Championnats du monde
| Édition / Épreuve                   | Poursuite par équipes |
| Aigle 2018 (juniors)                | Or                    |
| Francfort-sur-l'Oder 2019 (juniors) | Or                    |

### Championnats d'Europe
| Édition / Épreuve     | Poursuite individuelle | Poursuite par équipes | Américaine |
| Aigle 2018 (juniors)  | Bronze                 | Or                    |            |
| Gand 2019 (juniors)   |                        | Or                    | Bronze     |
| Anadia 2023 (espoirs) |                        | Bronze                |            |

### Championnats d'Italie
- 2018
  -  Championne d'Italie d'omnium juniors
- 2021
  - 3e de la course derrière derny

## Palmarès sur route

### Par années
- 2019
  - 2e du championnat d'Italie du contre-la-montre juniors
  - 6e du championnat d'Europe du contre-la-montre juniors
  - 8e du championnat du monde du contre-la-montre juniors

### Résultats sur les grands tours

#### Tour d'Italie
3 participations
- 2022 : abandon (7e étape)
- 2023 : non-partante (8e étape)
- 2024 : abandon (7e étape)

#### Tour d'Espagne
1 participation
- 2023 : non-partante (5e étape)

### Classements mondiaux
| Année                                 | 2023 | 2024 |
| ------------------------------------- | ---- | ---- |
| Classement UCI                        | 615e | 511e |
| UCI World Tour                        | nc   | 247e |
|                                       |      |      |
| Légende : nc = non classéSource : UCI |      |      |

## Distinctions
- Oscar TuttoBici des juniors : 2019